# Timbó (Santa Catarina)
Timbó é um município brasileiro do estado de Santa Catarina. Localiza-se a 26°49'24" de latitude sul e 49°16'18" de longitude oeste, a uma altitude de 68 metros. Possui uma área de 130,31 km² e sua população foi estimada em 46 099 habitantes, conforme dados do IBGE de 2022.

## História

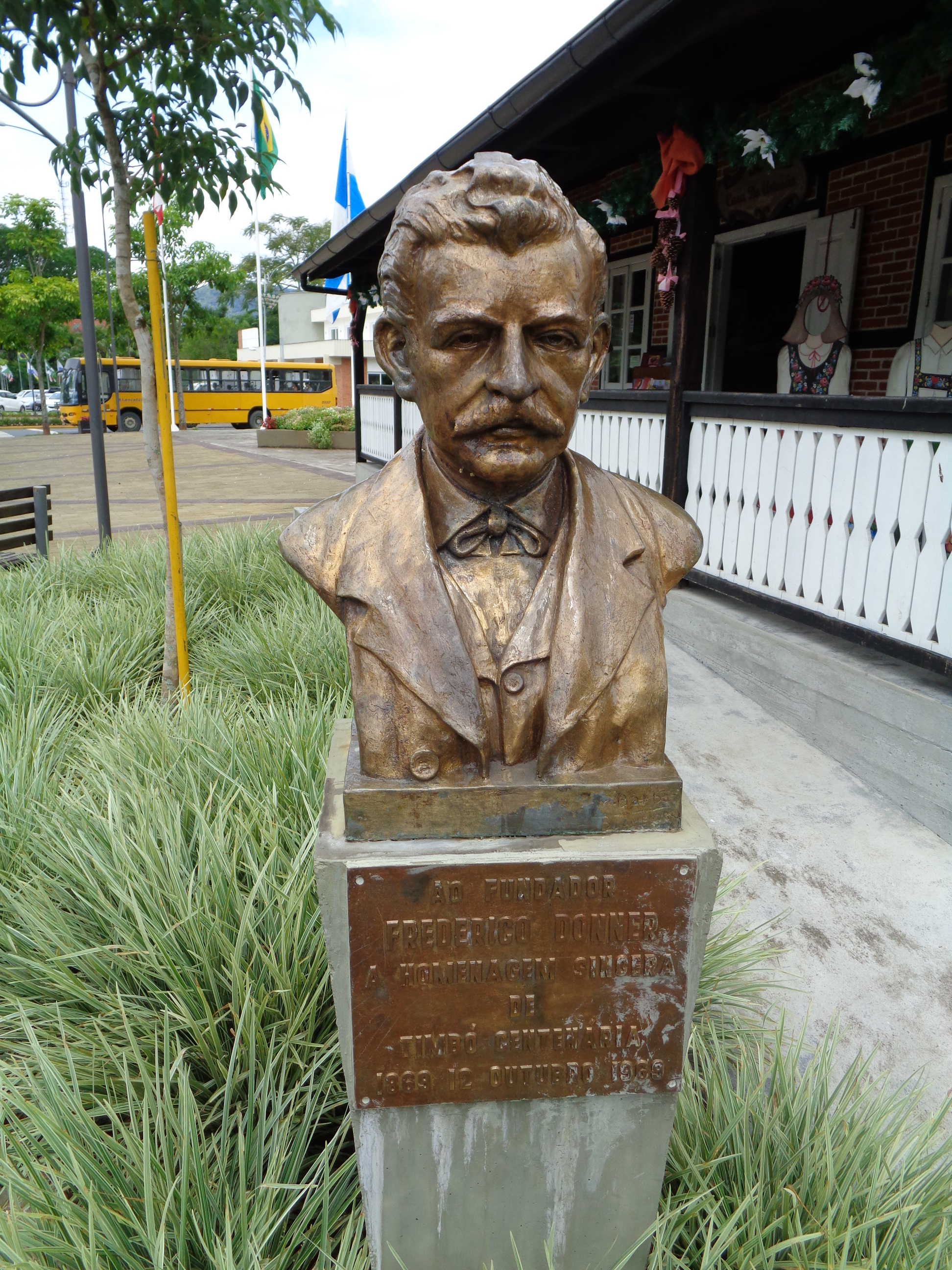
Busto de Frederico Donner, fundador de Timbó.

Imigrantes alemães, liderados por Frederico Donner, se estabeleceram na confluência dos rios Benedito e dos Cedros, em meados de 1869, vindos da então colônia de Blumenau. Posteriormente chegaram também imigrantes italianos, sendo que hoje essas duas etnias representam cada uma quase que 50% da população. A maioria dos imigrantes que chegaram em Timbó vieram de Pomerânia e Hamburgo, na Alemanha, e de Chiavenna  e Trento, na Itália.
O município de Timbó foi fundado em 12 de outubro de 1869 (155 anos), e elevado a município em 25 de março de 1934. A religião predominante é principalmente o protestantismo e o evangelismo, sendo que o templo da Igreja Luterana é considerado o maior da América Latina. [carece de fontes?]
Possui uma agenda cultural rica e variada, destacando-se a Festa do Imigrante, realizada em comemoração ao aniversário do município.

## Clima
O clima é temperado, variando entre 40 °C a máxima, podendo a mínima chegar a 3 °C negativos. As precipitações pluviométricas, variam de 1 400mm a 2 000mm. Sua contornação se dá por serras formadas em partes pelos contra-fortes da Serra do Mar. Não há propriamente planícies, mas sim, terras planas.
| Mês                        | Jan | Fev | Mar | Abr | Mai | Jun | Jul | Ago | Set | Out | Nov | Dez |
| -------------------------- | --- | --- | --- | --- | --- | --- | --- | --- | --- | --- | --- | --- |
| Máximas °C                 | 30  | 31  | 29  | 27  | 23  | 21  | 21  | 22  | 22  | 24  | 27  | 29  |
| Mínimas °C                 | 20  | 21  | 20  | 17  | 14  | 12  | 12  | 13  | 14  | 16  | 18  | 19  |
| Precipitação média (mm)    | 170 | 196 | 152 | 109 | 107 | 104 | 104 | 132 | 122 | 165 | 135 | 173 |
| Fonte: The Weather Channel |     |     |     |     |     |     |     |     |     |     |     |     |

## Pontos turísticos
Parque Henry Paul
Museu da Música
Objetos de cinco séculos são expostos no Salão de Bailes Hammermeister, construído no início do século XX. O museu foi inaugurado em 19 de setembro de 2004, abriga uma coleção de mais de mil peças, entre elas instrumentos musicais, partituras, desenhos técnicos, livros e acessórios.

## Organização Político-Administrativa
O Município de Timbó possui uma estrutura político-administrativa composta pelo Poder Executivo, chefiado por um Prefeito eleito por sufrágio universal, o qual é auxiliado diretamente por secretários municipais nomeados por ele, e pelo Poder Legislativo, institucionalizado pela Câmara Municipal de Timbó, órgão colegiado de representação dos munícipes que é composto por vereadores também eleitos por sufrágio universal.

### Prefeitos de Timbó
Esta é a relação de chefes do Poder Executivo municipal de Timbó, desde sua emancipação em 1934:
| Nº | Nome                     | Imagem                                | Partido                                          | Vice-prefeito               | Início do mandato       | Fim do mandato                                  | Observações |
| -- | ------------------------ | ------------------------------------- | ------------------------------------------------ | --------------------------- | ----------------------- | ----------------------------------------------- | --- |
| 1  | Ernesto João Nunes       |                                       | —                                                | —                           | 25 de março de 1934     | 01 de dezembro de 1934                          | interventor |
| 2  | Alberto Meyer            |                                       | —                                                | —                           | 02 de dezembro de 1934  | 26 de maio de 1935                              | interventor |
| 3  | Sylvio Scóz              |                                       | —                                                | —                           | 27 de maio de 1935      | 5 de maio de 1936                               | interventor |
| 4  | Carlos Brandes           |                                       | Ação Integralista Brasileira AIB                 | —                           | 6 de maio de 1936       | 22 de dezembro de 1937                          | Prefeito eleito em sufrágio popular direto, tendo derrotado o candidato Sylvio Scóz (do Partido Liberal Catarinense), que ficou em segundo lugar na votação.                                       |
| 5  | Walter Müller            |                                       | —                                                | —                           | 23 de dezembro de 1937  | 20 de setembro de 1941                          | Interventor nomeado em razão do golpe de estado de Getúlio Vargas que implantou o Estado Novo no Brasil                                                                                            |
| 6  | Theodolindo Pereira      |                                       | —                                                | —                           | 21 de setembro de 1941  | 17 de janeiro de 1945                           | interventor |
| 7  | Leopoldo Klug            |                                       | —                                                | —                           | 18 de janeiro de 1945   | 8 de janeiro de 1946                            | interventor |
| 8  | Mário Luiz Schuster      |                                       | —                                                | —                           | 9 de janeiro de 1946    | 21 de fevereiro de 1946                         | interventor |
| 9  | Theodolindo Pereira      |                                       | —                                                | —                           | 22 de fevereiro de 1946 | 1 de janeiro de 1947                            | interventor |
| 10 | Carlos Scheidemantel     |                                       | —                                                | —                           | 2 de janeiro de 1947    | 28 de fevereiro de 1947                         | interventor |
| 11 | Mauricio Germer          |                                       | —                                                | —                           | 1 de março de 1947      | 30 de novembro de 1947                          | interventor |
| 12 | Mário Luiz Schuster      |                                       | Partido Social Democrático PSD                   |                             | 1 de dezembro de 1947   | 25 de janeiro de 1951                           | Prefeito e vice eleitos em sufrágio popular direto |
| 13 | João Arthur Kinder       |                                       | Partido Social Democrático PSD                   | —                           | 26 de janeiro de 1951   | 30 de janeiro de 1951                           | Prefeito eleito pela Câmara Municipal de Timbó |
| 14 | Walter Müller            |                                       | União Democrática Nacional UDN                   |                             | 31 de janeiro de 1951   | 25 de fevereiro de 1955                         | Prefeito eleito em sufrágio popular direto |
| 15 | Gustavo Brandes          |                                       | União Democrática Nacional UDN                   | —                           | 26 de fevereiro de 1955 | 30 de janeiro de 1956                           | Prefeito eleito pela Câmara Municipal de Timbó |
| 16 | Ricardo Beyer Junior     |                                       | União Democrática Nacional UDN                   |                             | 31 de janeiro de 1956   | 30 de janeiro de 1961                           | Prefeito e vice eleitos em sufrágio popular direto |
| 17 | Mário Luiz Schuster      |                                       | Partido Social Democrático PSD                   |                             | 31 de janeiro de 1961   | 30 de janeiro de 1966                           | Prefeito e vice eleitos em sufrágio popular direto |
| 18 | Henry Paul               |                                       | Aliança Renovadora Nacional ARENA                | —                           | 31 de janeiro de 1966   | 31 de janeiro de 1970                           | Prefeito e vice eleitos em sufrágio popular direto |
| 19 | Horst Otto Domning       |                                       | Movimento Democrático Brasileiro MDB             | Alidor Pieritz (MDB)        | 1 de fevereiro de 1970  | 31 de janeiro de 1973                           | Prefeito e vice eleitos em sufrágio popular direto |
| 20 | Alidor Pieritz           |                                       | Movimento Democrático Brasileiro MDB             | Ingo Maas (MDB)             | 1 de fevereiro de 1973  | 31 de janeiro de 1977                           | Prefeito e vice eleitos em sufrágio popular direto |
| 21 | Henry Paul               |                                       | Aliança Renovadora Nacional ARENA                | Emilio Butzke (ARENA)       | 1 de fevereiro de 1977  | 31 de janeiro de 1983                           | Prefeito e vice eleitos em sufrágio popular direto |
| 22 | Ingo Frederico A. Germer |                                       | Partido do Movimento Democrático Brasileiro PMDB | Alwin Ferrari (PMDB)        | 1 de fevereiro de 1983  | 31 de dezembro de 1988                          | Prefeito e vice eleitos em sufrágio popular direto |
| 23 | Donigo Wolter            |                                       | Partido da Frente Liberal PFL                    | Nilton Theilacker (PDS)     | 1 de janeiro de 1989    | 31 de dezembro de 1992                          | Prefeito e vice eleitos em sufrágio universal |
| 24 | Juvêncio Slomp           |                                       | Partido da Social Democracia Brasileira PSDB     | Waldimiro Grundmann (PDT)   | 1 de janeiro de 1993    | 5 de novembro de 1995                           | Prefeito e vice eleitos em sufrágio universal. Em novembro de 1995, o prefeito Juvêncio Slomp foi afastado do cargo por decisão judicial que o condenou pela prática de improbidade administrativa |
| 25 | Waldimiro Grundmann      |                                       | Partido Democrático Trabalhista PDT              | —                           | 6 de novembro de 1995   | 31 de dezembro de 1996                          | Assumiu a chefia do Executivo Municipal, substituindo Juvêncio Slomp, que havia sido afastado do cargo por decisão judicial                                                                        |
| 26 | Waldir Ladehoff          |                                       | Partido do Movimento Democrático Brasileiro PMDB | Honorato Tonolli (PDT)      | 1 de janeiro de 1997    | 31 de dezembro de 2000                          | Prefeito e vice eleitos em sufrágio universal |
| 26 | Waldir Ladehoff          | Dediergo Wolter Filho (PFL)           | Partido do Movimento Democrático Brasileiro PMDB | 1 de janeiro de 2001        | 31 de dezembro de 2004  | Prefeito e vice reeleitos em sufrágio universal | |
| 27 | Oscar Schneider          |                                       | Partido do Movimento Democrático Brasileiro PMDB | Dediergo Wolter Filho (PFL) | 1 de janeiro de 2005    | 31 de dezembro de 2008                          | Prefeito e vice eleitos em sufrágio universal |
| 28 | Laércio Schuster Junior  |                                       | Progressistas PP                                 | Darcizio Bona (PT)          | 1 de janeiro de 2009    | 31 de dezembro de 2012                          | Prefeito e vice eleitos em sufrágio universal |
| 28 | Laércio Schuster Junior  | 1 de janeiro de 2013                  | Progressistas PP                                 | Darcizio Bona (PT)          | 31 de dezembro de 2016  | Prefeito e vice reeleitos em sufrágio universal | |
| 29 | Jorge Augusto Krüger     |                                       | Progressistas PP                                 | Marcelo Ferrari (PSB)       | 1 de janeiro de 2017    | 31 de dezembro de 2020                          | Prefeito e vice eleitos em sufrágio universal |
| 29 | Jorge Augusto Krüger     | Guilherme "Tutti" Voigt Junior (PSDB) | Progressistas PP                                 | 1 de janeiro de 2021        | —                       | Prefeito e vice reeleitos em sufrágio universal | |